# هولمستران
هولمستران (به لاتین: Holmestrand) یک سکونتگاه مسکونی در نروژ است که در وستفولد واقع شده‌است.

## خصوصیات
هولمستران ۸۶ کیلومترمربع مساحت و ۱۰٬۰۶۵ نفر جمعیت دارد.